# کنت‌نشین طرابلس
کنت‌نشین تریپولی یا کنت‌نشین طرابلس (به لاتین: County of Tripoli) یکی از دولت‌های صلیبی در سده ۱۲ و ۱۳ میلادی بود.  در سراسر ۱۸۷ سال عمر این کنت‌نشین، ۱۲ کنت حکومت می‌کردند که در زمان غیبت و اسارت آنها نایبی انتخاب می‌شد. کنت‌نشین طرابلس آخرین دولت صلیبی بود که اراضی مقدس تأسیس شد؛ با پیروزی مسیحیان در نخستین جنگ صلیبی و تشکیل سه دولت کنت‌نشین ادسا، شاهزاده‌نشین انطاکیه و پادشاهی اورشلیم، ریموند سن‌ژیل — که یکی از فرماندهان برجسته حاضر در این جنگ بود — نتوانست در اورشلیم یا انطاکیه به قدرت برسد ولی ملتزم به پیمان خود با امپراتور بیزانس، آلکسیوس یکم، بود. پس از وفا به پیمان خود، عازم دربار بیزانس شد و پس از آن در جنگ صلیبی سال ۱۱۰۱ شرکت جست. پس از بازگشت به اراضی مقدس، توانست کنترل طرطوس و جبیل را در ۱۱۰۲ در دست بگیرد اما در مسخر کردن طرابلس ناکام ماند. حکومت و میراث وی در اراضی مقدس منجر به درگیری و اختلاف فرمانده و پسرعمویش، ویلیام ژردان و پسرش، برتراند، شد. با این حال با حمایت بالدوین اول از برتراند و مرگ ویلیام، برتراند توانست طرابلس را در سال ۱۱۰۹ فتح و به عنوان مرکز حکومت خود انتخاب کند. در زمان جانشینان ریموند چهارم، کنت تولوز یعنی برتراند، پونس، ریموند دوم و ریموند سوم گسترهٔ کنت‌نشین طرابلس به بیشترین مساحت ممکن رسید. این کنت‌نشین تقریباً تا ۱۱۸۷، به حالت موروثی در میان خاندان تولوز باقی ماند تا زمانی که ریموند به علت نداشتن وارث، پسر بوهموند سوم، شاهزاده انطاکیه، را به عنوان پسرخوانده و جانشین خود انتخاب کرد تا بدین ترتیب حکومت و قدرت طرابلس به خاندان پواتیه-انطاکیه منتقل شود. این کنت‌نشین تحت خاندان انطاکیه توانست تا سال ۱۲۹۸ دوام آورد تا آن که توسط ممالیک به رهبری منصور قلاوون تصرف شد.
کنت‌نشین طرابلس دربردارندهٔ یک ارباب‌نشین به مرکزیت بترون و شهرهایی همچون طرطوس، جبیل، عرقه، مرقب و حصن‌الاکراد بود. همچنین این کنت‌نشین به واسطه موقعیت جغرافیایی خود، در سواحل شرقی مدیترانه و در میان پادشاهی اورشلیم و شاهزاده‌نشین انطاکیه قرار گرفته بود. ساختار و سازمان‌های کنت‌نشین طرابلس همچون ساختار و سازمان‌های فئودالی در غرب بود، به‌طوری که کنت طرابلس از پادشاه اورشلیم تبعیت می‌کرد. نظام جانشینی کنت‌نشین طرابلس، از ابتدا «موروثی» بود. براساس ساختار فئودالی، افرادی تحت نظر کنت ادسا صاحب مناصبی بودند و به کنت در اداره کنت‌نشین کمک می‌کردند: «صدراعظم» (Chancellor) که قاضی (Chaplain) کنت‌نشین نیز بود، به امور داخلی و مدنی می‌پرداخت؛ «پاسبان» (Constable) که کارکردی نظامی داشت؛ و «مارشال» که فرماندهٔ نیروهای نظامی بود. تعداد نیروهای نظامی محدود به بیست شوالیه و هزار تا سه هزار پیاده‌نظام بود. مالیات کنت‌نشین بر پایهٔ اموال و حقوق فئودالی و واردات و غنائم جنگی استوار شده بود. با این حال کنت در برهه‌هایی مجبور بود که برای جبران هزینه، برخی قلعه‌های خود را به شوالیه‌های مهمان‌نواز و معبد واگذار یا بفروشد. از سوی دیگر، اشراف پروانس مجلس بارون‌ها را در طرابلس تشکیل دادند تا در امور اجرایی کنت‌نشین به کنت یاری برسانند. همچنین بومیان این کنت‌نشین همچون سوری‌ها، یهودی‌ها و مارونی‌ها نیز با اشراف پروانسی همکاری می‌کردند. تاجران ایتالیایی (به‌خصوص پیزایی‌ها و جنوایی‌ها) در طرابلس و جبیل، با توجه به خدمات آنها، از آزادی بسیاری برخوردار بودند.

## شجره‌نامه
| خاندان تولوز          | خاندان تولوز          | خاندان تولوز          | خاندان تولوز          | خاندان تولوز          | خاندان تولوز          |  |  | پونس تولوز ۹۹۱-۱۰۶۰ ح.۱۰۳۷-۱۰۶۰    | پونس تولوز ۹۹۱-۱۰۶۰ ح.۱۰۳۷-۱۰۶۰    | پونس تولوز ۹۹۱-۱۰۶۰ ح.۱۰۳۷-۱۰۶۰    | پونس تولوز ۹۹۱-۱۰۶۰ ح.۱۰۳۷-۱۰۶۰    | پونس تولوز ۹۹۱-۱۰۶۰ ح.۱۰۳۷-۱۰۶۰    | پونس تولوز ۹۹۱-۱۰۶۰ ح.۱۰۳۷-۱۰۶۰    |                                    |                                    | آلمودیس ۱۰۲۰-۱۰۷۱ -                | آلمودیس ۱۰۲۰-۱۰۷۱ -                | آلمودیس ۱۰۲۰-۱۰۷۱ -        | آلمودیس ۱۰۲۰-۱۰۷۱ -        | آلمودیس ۱۰۲۰-۱۰۷۱ -              | آلمودیس ۱۰۲۰-۱۰۷۱ -              |                                  |                                  |                                  |                                  |                                  |                                  |                                    |                                    |                                    |                                    |                                    |                                    |                                    |                                    |                                     |                                     |                                     |                                     |                                     |                                     |                          |                          |                                 |                                 |                                 |                                 |                                        |                                        |                                        |                                        |                                        |                                        |                            |                            |                            |                            |  |  |  |  |  |  |
| خاندان تولوز          | خاندان تولوز          | خاندان تولوز          | خاندان تولوز          | خاندان تولوز          | خاندان تولوز          |  |  | پونس تولوز ۹۹۱-۱۰۶۰ ح.۱۰۳۷-۱۰۶۰    | پونس تولوز ۹۹۱-۱۰۶۰ ح.۱۰۳۷-۱۰۶۰    | پونس تولوز ۹۹۱-۱۰۶۰ ح.۱۰۳۷-۱۰۶۰    | پونس تولوز ۹۹۱-۱۰۶۰ ح.۱۰۳۷-۱۰۶۰    | پونس تولوز ۹۹۱-۱۰۶۰ ح.۱۰۳۷-۱۰۶۰    | پونس تولوز ۹۹۱-۱۰۶۰ ح.۱۰۳۷-۱۰۶۰    |                                    |                                    | آلمودیس ۱۰۲۰-۱۰۷۱ -                | آلمودیس ۱۰۲۰-۱۰۷۱ -                | آلمودیس ۱۰۲۰-۱۰۷۱ -        | آلمودیس ۱۰۲۰-۱۰۷۱ -        | آلمودیس ۱۰۲۰-۱۰۷۱ -              | آلمودیس ۱۰۲۰-۱۰۷۱ -              |                                  |                                  |                                  |                                  |                                  |                                  |                                    |                                    |                                    |                                    |                                    |                                    |                                    |                                    |                                     |                                     |                                     |                                     |                                     |                                     |                          |                          |                                 |                                 |                                 |                                 |                                        |                                        |                                        |                                        |                                        |                                        |                            |                            |                            |                            |  |  |  |  |  |  |
|                       |                       |                       |                       |                       |                       |  |  |                                    |                                    |                                    |                                    |                                    |                                    |                                    |                                    |                                    |                                    |                            |                            |                                  |                                  |                                  |                                  |                                  |                                  |                                  |                                  |                                    |                                    |                                    |                                    |                                    |                                    |                                    |                                    |                                     |                                     |                                     |                                     |                                     |                                     |                          |                          |                                 |                                 |                                 |                                 |                                        |                                        |                                        |                                        |                                        |                                        |                            |                            |                            |                            |  |  |  |  |  |  |
| خاندان بورگوندی       | خاندان بورگوندی       | خاندان بورگوندی       | خاندان بورگوندی       | خاندان بورگوندی       | خاندان بورگوندی       |  |  |                                    |                                    |                                    |                                    | ریموند سن‌ژیل ۱۰۴۱-۱۱۰۵ ح.۱۱۰۲-۱۱۰۵ | ریموند سن‌ژیل ۱۰۴۱-۱۱۰۵ ح.۱۱۰۲-۱۱۰۵ | ریموند سن‌ژیل ۱۰۴۱-۱۱۰۵ ح.۱۱۰۲-۱۱۰۵ | ریموند سن‌ژیل ۱۰۴۱-۱۱۰۵ ح.۱۱۰۲-۱۱۰۵ | ریموند سن‌ژیل ۱۰۴۱-۱۱۰۵ ح.۱۱۰۲-۱۱۰۵ | ریموند سن‌ژیل ۱۰۴۱-۱۱۰۵ ح.۱۱۰۲-۱۱۰۵ |                            |                            |                                  |                                  |                                  |                                  |                                  |                                  |                                  |                                  |                                    |                                    |                                    |                                    |                                    |                                    |                                    |                                    |                                     |                                     |                                     |                                     |                                     |                                     |                          |                          |                                 |                                 |                                 |                                 |                                        |                                        |                                        |                                        |                                        |                                        |                            |                            |                            |                            |  |  |  |  |  |  |
| خاندان بورگوندی       | خاندان بورگوندی       | خاندان بورگوندی       | خاندان بورگوندی       | خاندان بورگوندی       | خاندان بورگوندی       |  |  |                                    |                                    |                                    |                                    | ریموند سن‌ژیل ۱۰۴۱-۱۱۰۵ ح.۱۱۰۲-۱۱۰۵ | ریموند سن‌ژیل ۱۰۴۱-۱۱۰۵ ح.۱۱۰۲-۱۱۰۵ | ریموند سن‌ژیل ۱۰۴۱-۱۱۰۵ ح.۱۱۰۲-۱۱۰۵ | ریموند سن‌ژیل ۱۰۴۱-۱۱۰۵ ح.۱۱۰۲-۱۱۰۵ | ریموند سن‌ژیل ۱۰۴۱-۱۱۰۵ ح.۱۱۰۲-۱۱۰۵ | ریموند سن‌ژیل ۱۰۴۱-۱۱۰۵ ح.۱۱۰۲-۱۱۰۵ |                            |                            |                                  |                                  |                                  |                                  |                                  |                                  |                                  |                                  |                                    |                                    |                                    |                                    |                                    |                                    |                                    |                                    |                                     |                                     |                                     |                                     |                                     |                                     |                          |                          |                                 |                                 |                                 |                                 |                                        |                                        |                                        |                                        |                                        |                                        |                            |                            |                            |                            |  |  |  |  |  |  |
|                       |                       |                       |                       |                       |                       |  |  |                                    |                                    |                                    |                                    |                                    |                                    |                                    |                                    |                                    |                                    |                            |                            |                                  |                                  |                                  |                                  |                                  |                                  |                                  |                                  |                                    |                                    |                                    |                                    |                                    |                                    |                                    |                                    |                                     |                                     |                                     |                                     |                                     |                                     |                          |                          |                                 |                                 |                                 |                                 |                                        |                                        |                                        |                                        |                                        |                                        |                            |                            |                            |                            |  |  |  |  |  |  |
| خاندان رتل            | خاندان رتل            | خاندان رتل            | خاندان رتل            | خاندان رتل            | خاندان رتل            |  |  | آلفونسو جردن ۱۱۰۳-۱۱۴۸ ح.۱۱۰۵-۱۱۰۹ | آلفونسو جردن ۱۱۰۳-۱۱۴۸ ح.۱۱۰۵-۱۱۰۹ | آلفونسو جردن ۱۱۰۳-۱۱۴۸ ح.۱۱۰۵-۱۱۰۹ | آلفونسو جردن ۱۱۰۳-۱۱۴۸ ح.۱۱۰۵-۱۱۰۹ | آلفونسو جردن ۱۱۰۳-۱۱۴۸ ح.۱۱۰۵-۱۱۰۹ | آلفونسو جردن ۱۱۰۳-۱۱۴۸ ح.۱۱۰۵-۱۱۰۹ |                                    |                                    | برتراند ؟-۱۱۱۲ ح.۱۱۰۹-۱۱۱۲         | برتراند ؟-۱۱۱۲ ح.۱۱۰۹-۱۱۱۲         | برتراند ؟-۱۱۱۲ ح.۱۱۰۹-۱۱۱۲ | برتراند ؟-۱۱۱۲ ح.۱۱۰۹-۱۱۱۲ | برتراند ؟-۱۱۱۲ ح.۱۱۰۹-۱۱۱۲       | برتراند ؟-۱۱۱۲ ح.۱۱۰۹-۱۱۱۲       |                                  |                                  | هلی ۱۰۸۰-۱۱۴۱ -                  | هلی ۱۰۸۰-۱۱۴۱ -                  | هلی ۱۰۸۰-۱۱۴۱ -                  | هلی ۱۰۸۰-۱۱۴۱ -                  | هلی ۱۰۸۰-۱۱۴۱ -                    | هلی ۱۰۸۰-۱۱۴۱ -                    |                                    |                                    |                                    |                                    |                                    |                                    |                                     |                                     |                                     |                                     |                                     |                                     |                          |                          |                                 |                                 |                                 |                                 |                                        |                                        |                                        |                                        |                                        |                                        |                            |                            |                            |                            |  |  |  |  |  |  |
| خاندان رتل            | خاندان رتل            | خاندان رتل            | خاندان رتل            | خاندان رتل            | خاندان رتل            |  |  | آلفونسو جردن ۱۱۰۳-۱۱۴۸ ح.۱۱۰۵-۱۱۰۹ | آلفونسو جردن ۱۱۰۳-۱۱۴۸ ح.۱۱۰۵-۱۱۰۹ | آلفونسو جردن ۱۱۰۳-۱۱۴۸ ح.۱۱۰۵-۱۱۰۹ | آلفونسو جردن ۱۱۰۳-۱۱۴۸ ح.۱۱۰۵-۱۱۰۹ | آلفونسو جردن ۱۱۰۳-۱۱۴۸ ح.۱۱۰۵-۱۱۰۹ | آلفونسو جردن ۱۱۰۳-۱۱۴۸ ح.۱۱۰۵-۱۱۰۹ |                                    |                                    | برتراند ؟-۱۱۱۲ ح.۱۱۰۹-۱۱۱۲         | برتراند ؟-۱۱۱۲ ح.۱۱۰۹-۱۱۱۲         | برتراند ؟-۱۱۱۲ ح.۱۱۰۹-۱۱۱۲ | برتراند ؟-۱۱۱۲ ح.۱۱۰۹-۱۱۱۲ | برتراند ؟-۱۱۱۲ ح.۱۱۰۹-۱۱۱۲       | برتراند ؟-۱۱۱۲ ح.۱۱۰۹-۱۱۱۲       |                                  |                                  | هلی ۱۰۸۰-۱۱۴۱ -                  | هلی ۱۰۸۰-۱۱۴۱ -                  | هلی ۱۰۸۰-۱۱۴۱ -                  | هلی ۱۰۸۰-۱۱۴۱ -                  | هلی ۱۰۸۰-۱۱۴۱ -                    | هلی ۱۰۸۰-۱۱۴۱ -                    |                                    |                                    |                                    |                                    |                                    |                                    |                                     |                                     |                                     |                                     |                                     |                                     |                          |                          |                                 |                                 |                                 |                                 |                                        |                                        |                                        |                                        |                                        |                                        |                            |                            |                            |                            |  |  |  |  |  |  |
|                       |                       |                       |                       |                       |                       |  |  |                                    |                                    |                                    |                                    |                                    |                                    |                                    |                                    |                                    |                                    |                            |                            |                                  |                                  |                                  |                                  |                                  |                                  |                                  |                                  |                                    |                                    |                                    |                                    |                                    |                                    |                                    |                                    |                                     |                                     |                                     |                                     |                                     |                                     |                          |                          |                                 |                                 |                                 |                                 |                                        |                                        |                                        |                                        |                                        |                                        |                            |                            |                            |                            |  |  |  |  |  |  |
| خاندان کاپت           | خاندان کاپت           | خاندان کاپت           | خاندان کاپت           | خاندان کاپت           | خاندان کاپت           |  |  | ریموند پنجم ۱۱۳۴-۱۱۹۴ ح.۱۱۴۸-۱۱۹۴  | ریموند پنجم ۱۱۳۴-۱۱۹۴ ح.۱۱۴۸-۱۱۹۴  | ریموند پنجم ۱۱۳۴-۱۱۹۴ ح.۱۱۴۸-۱۱۹۴  | ریموند پنجم ۱۱۳۴-۱۱۹۴ ح.۱۱۴۸-۱۱۹۴  | ریموند پنجم ۱۱۳۴-۱۱۹۴ ح.۱۱۴۸-۱۱۹۴  | ریموند پنجم ۱۱۳۴-۱۱۹۴ ح.۱۱۴۸-۱۱۹۴  |                                    |                                    |                                    |                                    |                            |                            | پونس ۱۰۹۸-۱۱۳۷ ح.۱۱۱۲-۱۱۳۷       | پونس ۱۰۹۸-۱۱۳۷ ح.۱۱۱۲-۱۱۳۷       | پونس ۱۰۹۸-۱۱۳۷ ح.۱۱۱۲-۱۱۳۷       | پونس ۱۰۹۸-۱۱۳۷ ح.۱۱۱۲-۱۱۳۷       | پونس ۱۰۹۸-۱۱۳۷ ح.۱۱۱۲-۱۱۳۷       | پونس ۱۰۹۸-۱۱۳۷ ح.۱۱۱۲-۱۱۳۷       |                                  |                                  | سسیل ۱۰۹۷-۱۱۴۵ -                   | سسیل ۱۰۹۷-۱۱۴۵ -                   | سسیل ۱۰۹۷-۱۱۴۵ -                   | سسیل ۱۰۹۷-۱۱۴۵ -                   | سسیل ۱۰۹۷-۱۱۴۵ -                   | سسیل ۱۰۹۷-۱۱۴۵ -                   |                                    |                                    |                                     |                                     |                                     |                                     |                                     |                                     |                          |                          |                                 |                                 |                                 |                                 |                                        |                                        |                                        |                                        |                                        |                                        |                            |                            |                            |                            |  |  |  |  |  |  |
| خاندان کاپت           | خاندان کاپت           | خاندان کاپت           | خاندان کاپت           | خاندان کاپت           | خاندان کاپت           |  |  | ریموند پنجم ۱۱۳۴-۱۱۹۴ ح.۱۱۴۸-۱۱۹۴  | ریموند پنجم ۱۱۳۴-۱۱۹۴ ح.۱۱۴۸-۱۱۹۴  | ریموند پنجم ۱۱۳۴-۱۱۹۴ ح.۱۱۴۸-۱۱۹۴  | ریموند پنجم ۱۱۳۴-۱۱۹۴ ح.۱۱۴۸-۱۱۹۴  | ریموند پنجم ۱۱۳۴-۱۱۹۴ ح.۱۱۴۸-۱۱۹۴  | ریموند پنجم ۱۱۳۴-۱۱۹۴ ح.۱۱۴۸-۱۱۹۴  |                                    |                                    |                                    |                                    |                            |                            | پونس ۱۰۹۸-۱۱۳۷ ح.۱۱۱۲-۱۱۳۷       | پونس ۱۰۹۸-۱۱۳۷ ح.۱۱۱۲-۱۱۳۷       | پونس ۱۰۹۸-۱۱۳۷ ح.۱۱۱۲-۱۱۳۷       | پونس ۱۰۹۸-۱۱۳۷ ح.۱۱۱۲-۱۱۳۷       | پونس ۱۰۹۸-۱۱۳۷ ح.۱۱۱۲-۱۱۳۷       | پونس ۱۰۹۸-۱۱۳۷ ح.۱۱۱۲-۱۱۳۷       |                                  |                                  | سسیل ۱۰۹۷-۱۱۴۵ -                   | سسیل ۱۰۹۷-۱۱۴۵ -                   | سسیل ۱۰۹۷-۱۱۴۵ -                   | سسیل ۱۰۹۷-۱۱۴۵ -                   | سسیل ۱۰۹۷-۱۱۴۵ -                   | سسیل ۱۰۹۷-۱۱۴۵ -                   |                                    |                                    |                                     |                                     |                                     |                                     |                                     |                                     |                          |                          |                                 |                                 |                                 |                                 |                                        |                                        |                                        |                                        |                                        |                                        |                            |                            |                            |                            |  |  |  |  |  |  |
|                       |                       |                       |                       |                       |                       |  |  |                                    |                                    |                                    |                                    |                                    |                                    |                                    |                                    |                                    |                                    |                            |                            |                                  |                                  |                                  |                                  |                                  |                                  |                                  |                                  |                                    |                                    |                                    |                                    |                                    |                                    |                                    |                                    |                                     |                                     |                                     |                                     |                                     |                                     |                          |                          |                                 |                                 |                                 |                                 |                                        |                                        |                                        |                                        |                                        |                                        |                            |                            |                            |                            |  |  |  |  |  |  |
| خاندان پواتیه-انطاکیه | خاندان پواتیه-انطاکیه | خاندان پواتیه-انطاکیه | خاندان پواتیه-انطاکیه | خاندان پواتیه-انطاکیه | خاندان پواتیه-انطاکیه |  |  |                                    |                                    |                                    |                                    |                                    |                                    |                                    |                                    | هودیرنا ۱۱۱۰-۱۱۶۴ -                | هودیرنا ۱۱۱۰-۱۱۶۴ -                | هودیرنا ۱۱۱۰-۱۱۶۴ -        | هودیرنا ۱۱۱۰-۱۱۶۴ -        | هودیرنا ۱۱۱۰-۱۱۶۴ -              | هودیرنا ۱۱۱۰-۱۱۶۴ -              |                                  |                                  | ریموند دوم ۱۱۱۶-۱۱۵۲ ح.۱۱۳۷-۱۱۵۲ | ریموند دوم ۱۱۱۶-۱۱۵۲ ح.۱۱۳۷-۱۱۵۲ | ریموند دوم ۱۱۱۶-۱۱۵۲ ح.۱۱۳۷-۱۱۵۲ | ریموند دوم ۱۱۱۶-۱۱۵۲ ح.۱۱۳۷-۱۱۵۲ | ریموند دوم ۱۱۱۶-۱۱۵۲ ح.۱۱۳۷-۱۱۵۲   | ریموند دوم ۱۱۱۶-۱۱۵۲ ح.۱۱۳۷-۱۱۵۲   |                                    |                                    |                                    |                                    |                                    |                                    | بوهموند سوم ۱۱۴۸-۱۲۰۱ ح.۱۱۶۳-۱۲۰۱   | بوهموند سوم ۱۱۴۸-۱۲۰۱ ح.۱۱۶۳-۱۲۰۱   | بوهموند سوم ۱۱۴۸-۱۲۰۱ ح.۱۱۶۳-۱۲۰۱   | بوهموند سوم ۱۱۴۸-۱۲۰۱ ح.۱۱۶۳-۱۲۰۱   | بوهموند سوم ۱۱۴۸-۱۲۰۱ ح.۱۱۶۳-۱۲۰۱   | بوهموند سوم ۱۱۴۸-۱۲۰۱ ح.۱۱۶۳-۱۲۰۱   |                          |                          | اورگیوز ؟-۱۱۷۶ -                | اورگیوز ؟-۱۱۷۶ -                | اورگیوز ؟-۱۱۷۶ -                | اورگیوز ؟-۱۱۷۶ -                | اورگیوز ؟-۱۱۷۶ -                       | اورگیوز ؟-۱۱۷۶ -                       |                                        |                                        |                                        |                                        |                            |                            |                            |                            |  |  |  |  |  |  |
| خاندان پواتیه-انطاکیه | خاندان پواتیه-انطاکیه | خاندان پواتیه-انطاکیه | خاندان پواتیه-انطاکیه | خاندان پواتیه-انطاکیه | خاندان پواتیه-انطاکیه |  |  |                                    |                                    |                                    |                                    |                                    |                                    |                                    |                                    | هودیرنا ۱۱۱۰-۱۱۶۴ -                | هودیرنا ۱۱۱۰-۱۱۶۴ -                | هودیرنا ۱۱۱۰-۱۱۶۴ -        | هودیرنا ۱۱۱۰-۱۱۶۴ -        | هودیرنا ۱۱۱۰-۱۱۶۴ -              | هودیرنا ۱۱۱۰-۱۱۶۴ -              |                                  |                                  | ریموند دوم ۱۱۱۶-۱۱۵۲ ح.۱۱۳۷-۱۱۵۲ | ریموند دوم ۱۱۱۶-۱۱۵۲ ح.۱۱۳۷-۱۱۵۲ | ریموند دوم ۱۱۱۶-۱۱۵۲ ح.۱۱۳۷-۱۱۵۲ | ریموند دوم ۱۱۱۶-۱۱۵۲ ح.۱۱۳۷-۱۱۵۲ | ریموند دوم ۱۱۱۶-۱۱۵۲ ح.۱۱۳۷-۱۱۵۲   | ریموند دوم ۱۱۱۶-۱۱۵۲ ح.۱۱۳۷-۱۱۵۲   |                                    |                                    |                                    |                                    |                                    |                                    | بوهموند سوم ۱۱۴۸-۱۲۰۱ ح.۱۱۶۳-۱۲۰۱   | بوهموند سوم ۱۱۴۸-۱۲۰۱ ح.۱۱۶۳-۱۲۰۱   | بوهموند سوم ۱۱۴۸-۱۲۰۱ ح.۱۱۶۳-۱۲۰۱   | بوهموند سوم ۱۱۴۸-۱۲۰۱ ح.۱۱۶۳-۱۲۰۱   | بوهموند سوم ۱۱۴۸-۱۲۰۱ ح.۱۱۶۳-۱۲۰۱   | بوهموند سوم ۱۱۴۸-۱۲۰۱ ح.۱۱۶۳-۱۲۰۱   |                          |                          | اورگیوز ؟-۱۱۷۶ -                | اورگیوز ؟-۱۱۷۶ -                | اورگیوز ؟-۱۱۷۶ -                | اورگیوز ؟-۱۱۷۶ -                | اورگیوز ؟-۱۱۷۶ -                       | اورگیوز ؟-۱۱۷۶ -                       |                                        |                                        |                                        |                                        |                            |                            |                            |                            |  |  |  |  |  |  |
|                       |                       |                       |                       |                       |                       |  |  |                                    |                                    |                                    |                                    |                                    |                                    |                                    |                                    |                                    |                                    |                            |                            |                                  |                                  |                                  |                                  |                                  |                                  |                                  |                                  |                                    |                                    |                                    |                                    |                                    |                                    |                                    |                                    |                                     |                                     |                                     |                                     |                                     |                                     |                          |                          |                                 |                                 |                                 |                                 |                                        |                                        |                                        |                                        |                                        |                                        |                            |                            |                            |                            |  |  |  |  |  |  |
|                       |                       |                       |                       |                       |                       |  |  |                                    |                                    |                                    |                                    |                                    |                                    |                                    |                                    |                                    |                                    |                            |                            |                                  |                                  |                                  |                                  |                                  |                                  |                                  |                                  |                                    |                                    |                                    |                                    |                                    |                                    |                                    |                                    |                                     |                                     |                                     |                                     |                                     |                                     |                          |                          |                                 |                                 |                                 |                                 |                                        |                                        |                                        |                                        |                                        |                                        |                            |                            |                            |                            |  |  |  |  |  |  |
| خاندان روبن           | خاندان روبن           | خاندان روبن           | خاندان روبن           | خاندان روبن           | خاندان روبن           |  |  |                                    |                                    |                                    |                                    | اشیوا ؟-۱۱۸۷ ح.۱۱۵۸-۱۱۸۷           | اشیوا ؟-۱۱۸۷ ح.۱۱۵۸-۱۱۸۷           | اشیوا ؟-۱۱۸۷ ح.۱۱۵۸-۱۱۸۷           | اشیوا ؟-۱۱۸۷ ح.۱۱۵۸-۱۱۸۷           | اشیوا ؟-۱۱۸۷ ح.۱۱۵۸-۱۱۸۷           | اشیوا ؟-۱۱۸۷ ح.۱۱۵۸-۱۱۸۷           |                            |                            | ریموند سوم ۱۱۴۰-۱۱۸۷ ح.۱۱۵۲-۱۱۸۷ | ریموند سوم ۱۱۴۰-۱۱۸۷ ح.۱۱۵۲-۱۱۸۷ | ریموند سوم ۱۱۴۰-۱۱۸۷ ح.۱۱۵۲-۱۱۸۷ | ریموند سوم ۱۱۴۰-۱۱۸۷ ح.۱۱۵۲-۱۱۸۷ | ریموند سوم ۱۱۴۰-۱۱۸۷ ح.۱۱۵۲-۱۱۸۷ | ریموند سوم ۱۱۴۰-۱۱۸۷ ح.۱۱۵۲-۱۱۸۷ |                                  |                                  | پلیسانس ؟-۱۱۹۸ -                   | پلیسانس ؟-۱۱۹۸ -                   | پلیسانس ؟-۱۱۹۸ -                   | پلیسانس ؟-۱۱۹۸ -                   | پلیسانس ؟-۱۱۹۸ -                   | پلیسانس ؟-۱۱۹۸ -                   |                                    |                                    | بوهموند چهارم ۱۱۷۵-۱۲۳۳ ح.۱۲۰۱-۱۲۳۳ | بوهموند چهارم ۱۱۷۵-۱۲۳۳ ح.۱۲۰۱-۱۲۳۳ | بوهموند چهارم ۱۱۷۵-۱۲۳۳ ح.۱۲۰۱-۱۲۳۳ | بوهموند چهارم ۱۱۷۵-۱۲۳۳ ح.۱۲۰۱-۱۲۳۳ | بوهموند چهارم ۱۱۷۵-۱۲۳۳ ح.۱۲۰۱-۱۲۳۳ | بوهموند چهارم ۱۱۷۵-۱۲۳۳ ح.۱۲۰۱-۱۲۳۳ |                          |                          | ریموند چهارم ؟-۱۱۹۹ ح.۱۱۸۷-۱۱۹۹ | ریموند چهارم ؟-۱۱۹۹ ح.۱۱۸۷-۱۱۹۹ | ریموند چهارم ؟-۱۱۹۹ ح.۱۱۸۷-۱۱۹۹ | ریموند چهارم ؟-۱۱۹۹ ح.۱۱۸۷-۱۱۹۹ | ریموند چهارم ؟-۱۱۹۹ ح.۱۱۸۷-۱۱۹۹        | ریموند چهارم ؟-۱۱۹۹ ح.۱۱۸۷-۱۱۹۹        |                                        |                                        | آلیس ۱۱۸۲-۱۲۳۴ ح.۱۲۲۹-۱۲۳۶             | آلیس ۱۱۸۲-۱۲۳۴ ح.۱۲۲۹-۱۲۳۶             | آلیس ۱۱۸۲-۱۲۳۴ ح.۱۲۲۹-۱۲۳۶ | آلیس ۱۱۸۲-۱۲۳۴ ح.۱۲۲۹-۱۲۳۶ | آلیس ۱۱۸۲-۱۲۳۴ ح.۱۲۲۹-۱۲۳۶ | آلیس ۱۱۸۲-۱۲۳۴ ح.۱۲۲۹-۱۲۳۶ |  |  |  |  |  |  |
| خاندان روبن           | خاندان روبن           | خاندان روبن           | خاندان روبن           | خاندان روبن           | خاندان روبن           |  |  |                                    |                                    |                                    |                                    | اشیوا ؟-۱۱۸۷ ح.۱۱۵۸-۱۱۸۷           | اشیوا ؟-۱۱۸۷ ح.۱۱۵۸-۱۱۸۷           | اشیوا ؟-۱۱۸۷ ح.۱۱۵۸-۱۱۸۷           | اشیوا ؟-۱۱۸۷ ح.۱۱۵۸-۱۱۸۷           | اشیوا ؟-۱۱۸۷ ح.۱۱۵۸-۱۱۸۷           | اشیوا ؟-۱۱۸۷ ح.۱۱۵۸-۱۱۸۷           |                            |                            | ریموند سوم ۱۱۴۰-۱۱۸۷ ح.۱۱۵۲-۱۱۸۷ | ریموند سوم ۱۱۴۰-۱۱۸۷ ح.۱۱۵۲-۱۱۸۷ | ریموند سوم ۱۱۴۰-۱۱۸۷ ح.۱۱۵۲-۱۱۸۷ | ریموند سوم ۱۱۴۰-۱۱۸۷ ح.۱۱۵۲-۱۱۸۷ | ریموند سوم ۱۱۴۰-۱۱۸۷ ح.۱۱۵۲-۱۱۸۷ | ریموند سوم ۱۱۴۰-۱۱۸۷ ح.۱۱۵۲-۱۱۸۷ |                                  |                                  | پلیسانس ؟-۱۱۹۸ -                   | پلیسانس ؟-۱۱۹۸ -                   | پلیسانس ؟-۱۱۹۸ -                   | پلیسانس ؟-۱۱۹۸ -                   | پلیسانس ؟-۱۱۹۸ -                   | پلیسانس ؟-۱۱۹۸ -                   |                                    |                                    | بوهموند چهارم ۱۱۷۵-۱۲۳۳ ح.۱۲۰۱-۱۲۳۳ | بوهموند چهارم ۱۱۷۵-۱۲۳۳ ح.۱۲۰۱-۱۲۳۳ | بوهموند چهارم ۱۱۷۵-۱۲۳۳ ح.۱۲۰۱-۱۲۳۳ | بوهموند چهارم ۱۱۷۵-۱۲۳۳ ح.۱۲۰۱-۱۲۳۳ | بوهموند چهارم ۱۱۷۵-۱۲۳۳ ح.۱۲۰۱-۱۲۳۳ | بوهموند چهارم ۱۱۷۵-۱۲۳۳ ح.۱۲۰۱-۱۲۳۳ |                          |                          | ریموند چهارم ؟-۱۱۹۹ ح.۱۱۸۷-۱۱۹۹ | ریموند چهارم ؟-۱۱۹۹ ح.۱۱۸۷-۱۱۹۹ | ریموند چهارم ؟-۱۱۹۹ ح.۱۱۸۷-۱۱۹۹ | ریموند چهارم ؟-۱۱۹۹ ح.۱۱۸۷-۱۱۹۹ | ریموند چهارم ؟-۱۱۹۹ ح.۱۱۸۷-۱۱۹۹        | ریموند چهارم ؟-۱۱۹۹ ح.۱۱۸۷-۱۱۹۹        |                                        |                                        | آلیس ۱۱۸۲-۱۲۳۴ ح.۱۲۲۹-۱۲۳۶             | آلیس ۱۱۸۲-۱۲۳۴ ح.۱۲۲۹-۱۲۳۶             | آلیس ۱۱۸۲-۱۲۳۴ ح.۱۲۲۹-۱۲۳۶ | آلیس ۱۱۸۲-۱۲۳۴ ح.۱۲۲۹-۱۲۳۶ | آلیس ۱۱۸۲-۱۲۳۴ ح.۱۲۲۹-۱۲۳۶ | آلیس ۱۱۸۲-۱۲۳۴ ح.۱۲۲۹-۱۲۳۶ |  |  |  |  |  |  |
|                       |                       |                       |                       |                       |                       |  |  |                                    |                                    |                                    |                                    |                                    |                                    |                                    |                                    |                                    |                                    |                            |                            |                                  |                                  |                                  |                                  |                                  |                                  |                                  |                                  |                                    |                                    |                                    |                                    |                                    |                                    |                                    |                                    |                                     |                                     |                                     |                                     |                                     |                                     |                          |                          |                                 |                                 |                                 |                                 |                                        |                                        |                                        |                                        |                                        |                                        |                            |                            |                            |                            |  |  |  |  |  |  |
| خاندان هتوم           | خاندان هتوم           | خاندان هتوم           | خاندان هتوم           | خاندان هتوم           | خاندان هتوم           |  |  |                                    |                                    |                                    |                                    |                                    |                                    |                                    |                                    |                                    |                                    |                            |                            |                                  |                                  |                                  |                                  | لوچیا ؟-۱۲۳۵ -                   | لوچیا ؟-۱۲۳۵ -                   | لوچیا ؟-۱۲۳۵ -                   | لوچیا ؟-۱۲۳۵ -                   | لوچیا ؟-۱۲۳۵ -                     | لوچیا ؟-۱۲۳۵ -                     |                                    |                                    | بوهموند پنجم ۱۱۹۹-۱۲۵۲ ح.۱۲۳۳-۱۲۵۲ | بوهموند پنجم ۱۱۹۹-۱۲۵۲ ح.۱۲۳۳-۱۲۵۲ | بوهموند پنجم ۱۱۹۹-۱۲۵۲ ح.۱۲۳۳-۱۲۵۲ | بوهموند پنجم ۱۱۹۹-۱۲۵۲ ح.۱۲۳۳-۱۲۵۲ | بوهموند پنجم ۱۱۹۹-۱۲۵۲ ح.۱۲۳۳-۱۲۵۲  | بوهموند پنجم ۱۱۹۹-۱۲۵۲ ح.۱۲۳۳-۱۲۵۲  |                                     |                                     | آلیس شامپانی ۱۱۹۳-۱۲۴۶ -            | آلیس شامپانی ۱۱۹۳-۱۲۴۶ -            | آلیس شامپانی ۱۱۹۳-۱۲۴۶ - | آلیس شامپانی ۱۱۹۳-۱۲۴۶ - | آلیس شامپانی ۱۱۹۳-۱۲۴۶ -        | آلیس شامپانی ۱۱۹۳-۱۲۴۶ -        |                                 |                                 | ریموند روبن ۱۱۹۸-۱۲۲۱/۱۲۲۲ ح.۱۲۱۶-۱۲۱۹ | ریموند روبن ۱۱۹۸-۱۲۲۱/۱۲۲۲ ح.۱۲۱۶-۱۲۱۹ | ریموند روبن ۱۱۹۸-۱۲۲۱/۱۲۲۲ ح.۱۲۱۶-۱۲۱۹ | ریموند روبن ۱۱۹۸-۱۲۲۱/۱۲۲۲ ح.۱۲۱۶-۱۲۱۹ | ریموند روبن ۱۱۹۸-۱۲۲۱/۱۲۲۲ ح.۱۲۱۶-۱۲۱۹ | ریموند روبن ۱۱۹۸-۱۲۲۱/۱۲۲۲ ح.۱۲۱۶-۱۲۱۹ |                            |                            |                            |                            |  |  |  |  |  |  |
| خاندان هتوم           | خاندان هتوم           | خاندان هتوم           | خاندان هتوم           | خاندان هتوم           | خاندان هتوم           |  |  |                                    |                                    |                                    |                                    |                                    |                                    |                                    |                                    |                                    |                                    |                            |                            |                                  |                                  |                                  |                                  | لوچیا ؟-۱۲۳۵ -                   | لوچیا ؟-۱۲۳۵ -                   | لوچیا ؟-۱۲۳۵ -                   | لوچیا ؟-۱۲۳۵ -                   | لوچیا ؟-۱۲۳۵ -                     | لوچیا ؟-۱۲۳۵ -                     |                                    |                                    | بوهموند پنجم ۱۱۹۹-۱۲۵۲ ح.۱۲۳۳-۱۲۵۲ | بوهموند پنجم ۱۱۹۹-۱۲۵۲ ح.۱۲۳۳-۱۲۵۲ | بوهموند پنجم ۱۱۹۹-۱۲۵۲ ح.۱۲۳۳-۱۲۵۲ | بوهموند پنجم ۱۱۹۹-۱۲۵۲ ح.۱۲۳۳-۱۲۵۲ | بوهموند پنجم ۱۱۹۹-۱۲۵۲ ح.۱۲۳۳-۱۲۵۲  | بوهموند پنجم ۱۱۹۹-۱۲۵۲ ح.۱۲۳۳-۱۲۵۲  |                                     |                                     | آلیس شامپانی ۱۱۹۳-۱۲۴۶ -            | آلیس شامپانی ۱۱۹۳-۱۲۴۶ -            | آلیس شامپانی ۱۱۹۳-۱۲۴۶ - | آلیس شامپانی ۱۱۹۳-۱۲۴۶ - | آلیس شامپانی ۱۱۹۳-۱۲۴۶ -        | آلیس شامپانی ۱۱۹۳-۱۲۴۶ -        |                                 |                                 | ریموند روبن ۱۱۹۸-۱۲۲۱/۱۲۲۲ ح.۱۲۱۶-۱۲۱۹ | ریموند روبن ۱۱۹۸-۱۲۲۱/۱۲۲۲ ح.۱۲۱۶-۱۲۱۹ | ریموند روبن ۱۱۹۸-۱۲۲۱/۱۲۲۲ ح.۱۲۱۶-۱۲۱۹ | ریموند روبن ۱۱۹۸-۱۲۲۱/۱۲۲۲ ح.۱۲۱۶-۱۲۱۹ | ریموند روبن ۱۱۹۸-۱۲۲۱/۱۲۲۲ ح.۱۲۱۶-۱۲۱۹ | ریموند روبن ۱۱۹۸-۱۲۲۱/۱۲۲۲ ح.۱۲۱۶-۱۲۱۹ |                            |                            |                            |                            |  |  |  |  |  |  |
|                       |                       |                       |                       |                       |                       |  |  |                                    |                                    |                                    |                                    |                                    |                                    |                                    |                                    |                                    |                                    |                            |                            |                                  |                                  |                                  |                                  |                                  |                                  |                                  |                                  |                                    |                                    |                                    |                                    |                                    |                                    |                                    |                                    |                                     |                                     |                                     |                                     |                                     |                                     |                          |                          |                                 |                                 |                                 |                                 |                                        |                                        |                                        |                                        |                                        |                                        |                            |                            |                            |                            |  |  |  |  |  |  |
| خاندان بلویی          | خاندان بلویی          | خاندان بلویی          | خاندان بلویی          | خاندان بلویی          | خاندان بلویی          |  |  |                                    |                                    |                                    |                                    |                                    |                                    |                                    |                                    |                                    |                                    |                            |                            | سیبلا ؟-۱۲۹۰ -                   | سیبلا ؟-۱۲۹۰ -                   | سیبلا ؟-۱۲۹۰ -                   | سیبلا ؟-۱۲۹۰ -                   | سیبلا ؟-۱۲۹۰ -                   | سیبلا ؟-۱۲۹۰ -                   |                                  |                                  | بوهموند ششم ۱۲۳۷-۱۲۷۵ ح.۱۲۵۱-۱۲۶۸  | بوهموند ششم ۱۲۳۷-۱۲۷۵ ح.۱۲۵۱-۱۲۶۸  | بوهموند ششم ۱۲۳۷-۱۲۷۵ ح.۱۲۵۱-۱۲۶۸  | بوهموند ششم ۱۲۳۷-۱۲۷۵ ح.۱۲۵۱-۱۲۶۸  | بوهموند ششم ۱۲۳۷-۱۲۷۵ ح.۱۲۵۱-۱۲۶۸  | بوهموند ششم ۱۲۳۷-۱۲۷۵ ح.۱۲۵۱-۱۲۶۸  |                                    |                                    |                                     |                                     |                                     |                                     |                                     |                                     |                          |                          |                                 |                                 |                                 |                                 |                                        |                                        |                                        |                                        |                                        |                                        |                            |                            |                            |                            |  |  |  |  |  |  |
| خاندان بلویی          | خاندان بلویی          | خاندان بلویی          | خاندان بلویی          | خاندان بلویی          | خاندان بلویی          |  |  |                                    |                                    |                                    |                                    |                                    |                                    |                                    |                                    |                                    |                                    |                            |                            | سیبلا ؟-۱۲۹۰ -                   | سیبلا ؟-۱۲۹۰ -                   | سیبلا ؟-۱۲۹۰ -                   | سیبلا ؟-۱۲۹۰ -                   | سیبلا ؟-۱۲۹۰ -                   | سیبلا ؟-۱۲۹۰ -                   |                                  |                                  | بوهموند ششم ۱۲۳۷-۱۲۷۵ ح.۱۲۵۱-۱۲۶۸  | بوهموند ششم ۱۲۳۷-۱۲۷۵ ح.۱۲۵۱-۱۲۶۸  | بوهموند ششم ۱۲۳۷-۱۲۷۵ ح.۱۲۵۱-۱۲۶۸  | بوهموند ششم ۱۲۳۷-۱۲۷۵ ح.۱۲۵۱-۱۲۶۸  | بوهموند ششم ۱۲۳۷-۱۲۷۵ ح.۱۲۵۱-۱۲۶۸  | بوهموند ششم ۱۲۳۷-۱۲۷۵ ح.۱۲۵۱-۱۲۶۸  |                                    |                                    |                                     |                                     |                                     |                                     |                                     |                                     |                          |                          |                                 |                                 |                                 |                                 |                                        |                                        |                                        |                                        |                                        |                                        |                            |                            |                            |                            |  |  |  |  |  |  |
|                       |                       |                       |                       |                       |                       |  |  |                                    |                                    |                                    |                                    |                                    |                                    |                                    |                                    |                                    |                                    |                            |                            |                                  |                                  |                                  |                                  |                                  |                                  |                                  |                                  |                                    |                                    |                                    |                                    |                                    |                                    |                                    |                                    |                                     |                                     |                                     |                                     |                                     |                                     |                          |                          |                                 |                                 |                                 |                                 |                                        |                                        |                                        |                                        |                                        |                                        |                            |                            |                            |                            |  |  |  |  |  |  |
|                       |                       |                       |                       |                       |                       |  |  |                                    |                                    |                                    |                                    |                                    |                                    |                                    |                                    |                                    |                                    |                            |                            |                                  |                                  |                                  |                                  |                                  |                                  |                                  |                                  |                                    |                                    |                                    |                                    |                                    |                                    |                                    |                                    |                                     |                                     |                                     |                                     |                                     |                                     |                          |                          |                                 |                                 |                                 |                                 |                                        |                                        |                                        |                                        |                                        |                                        |                            |                            |                            |                            |  |  |  |  |  |  |
| دیگر خاندان‌ها         | دیگر خاندان‌ها         | دیگر خاندان‌ها         | دیگر خاندان‌ها         | دیگر خاندان‌ها         | دیگر خاندان‌ها         |  |  |                                    |                                    |                                    |                                    | نارجو د توسی ؟-۱۲۹۳ ح.۱۲۸۸-۱۲۸۹    | نارجو د توسی ؟-۱۲۹۳ ح.۱۲۸۸-۱۲۸۹    | نارجو د توسی ؟-۱۲۹۳ ح.۱۲۸۸-۱۲۸۹    | نارجو د توسی ؟-۱۲۹۳ ح.۱۲۸۸-۱۲۸۹    | نارجو د توسی ؟-۱۲۹۳ ح.۱۲۸۸-۱۲۸۹    | نارجو د توسی ؟-۱۲۹۳ ح.۱۲۸۸-۱۲۸۹    |                            |                            | لوچیا ؟-۱۲۹۹ ح.۱۲۸۸-۱۲۸۹         | لوچیا ؟-۱۲۹۹ ح.۱۲۸۸-۱۲۸۹         | لوچیا ؟-۱۲۹۹ ح.۱۲۸۸-۱۲۸۹         | لوچیا ؟-۱۲۹۹ ح.۱۲۸۸-۱۲۸۹         | لوچیا ؟-۱۲۹۹ ح.۱۲۸۸-۱۲۸۹         | لوچیا ؟-۱۲۹۹ ح.۱۲۸۸-۱۲۸۹         |                                  |                                  | بوهموند هفتم ۱۲۶۱-۱۲۸۷ ح.۱۲۷۵-۱۲۸۷ | بوهموند هفتم ۱۲۶۱-۱۲۸۷ ح.۱۲۷۵-۱۲۸۷ | بوهموند هفتم ۱۲۶۱-۱۲۸۷ ح.۱۲۷۵-۱۲۸۷ | بوهموند هفتم ۱۲۶۱-۱۲۸۷ ح.۱۲۷۵-۱۲۸۷ | بوهموند هفتم ۱۲۶۱-۱۲۸۷ ح.۱۲۷۵-۱۲۸۷ | بوهموند هفتم ۱۲۶۱-۱۲۸۷ ح.۱۲۷۵-۱۲۸۷ |                                    |                                    |                                     |                                     |                                     |                                     |                                     |                                     |                          |                          |                                 |                                 |                                 |                                 |                                        |                                        |                                        |                                        |                                        |                                        |                            |                            |                            |                            |  |  |  |  |  |  |
| دیگر خاندان‌ها         | دیگر خاندان‌ها         | دیگر خاندان‌ها         | دیگر خاندان‌ها         | دیگر خاندان‌ها         | دیگر خاندان‌ها         |  |  |                                    |                                    |                                    |                                    | نارجو د توسی ؟-۱۲۹۳ ح.۱۲۸۸-۱۲۸۹    | نارجو د توسی ؟-۱۲۹۳ ح.۱۲۸۸-۱۲۸۹    | نارجو د توسی ؟-۱۲۹۳ ح.۱۲۸۸-۱۲۸۹    | نارجو د توسی ؟-۱۲۹۳ ح.۱۲۸۸-۱۲۸۹    | نارجو د توسی ؟-۱۲۹۳ ح.۱۲۸۸-۱۲۸۹    | نارجو د توسی ؟-۱۲۹۳ ح.۱۲۸۸-۱۲۸۹    |                            |                            | لوچیا ؟-۱۲۹۹ ح.۱۲۸۸-۱۲۸۹         | لوچیا ؟-۱۲۹۹ ح.۱۲۸۸-۱۲۸۹         | لوچیا ؟-۱۲۹۹ ح.۱۲۸۸-۱۲۸۹         | لوچیا ؟-۱۲۹۹ ح.۱۲۸۸-۱۲۸۹         | لوچیا ؟-۱۲۹۹ ح.۱۲۸۸-۱۲۸۹         | لوچیا ؟-۱۲۹۹ ح.۱۲۸۸-۱۲۸۹         |                                  |                                  | بوهموند هفتم ۱۲۶۱-۱۲۸۷ ح.۱۲۷۵-۱۲۸۷ | بوهموند هفتم ۱۲۶۱-۱۲۸۷ ح.۱۲۷۵-۱۲۸۷ | بوهموند هفتم ۱۲۶۱-۱۲۸۷ ح.۱۲۷۵-۱۲۸۷ | بوهموند هفتم ۱۲۶۱-۱۲۸۷ ح.۱۲۷۵-۱۲۸۷ | بوهموند هفتم ۱۲۶۱-۱۲۸۷ ح.۱۲۷۵-۱۲۸۷ | بوهموند هفتم ۱۲۶۱-۱۲۸۷ ح.۱۲۷۵-۱۲۸۷ |                                    |                                    |                                     |                                     |                                     |                                     |                                     |                                     |                          |                          |                                 |                                 |                                 |                                 |                                        |                                        |                                        |                                        |                                        |                                        |                            |                            |                            |                            |  |  |  |  |  |  |